# Sävblomfluga
Sävblomfluga (Lejops vittatus) är en tvåvingeart som först beskrevs av Johann Wilhelm Meigen 1822.  Sävblomfluga ingår i släktet sävblomflugor, och familjen blomflugor.
Artens utbredningsområde är Österrike. Arten är reproducerande i Sverige. Inga underarter finns listade i Catalogue of Life.

## Bildgalleri

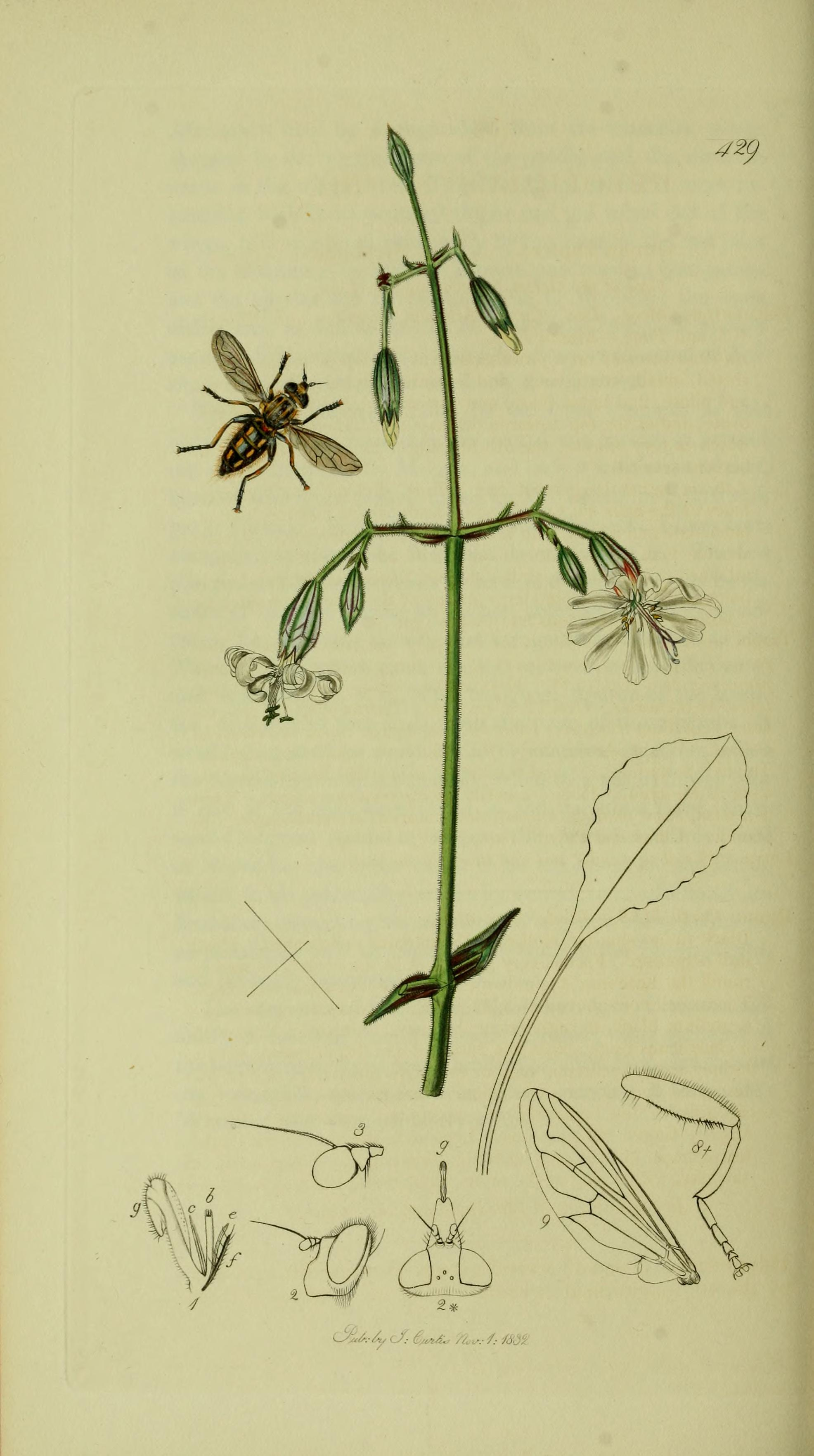